# 日本キリスト教会柏木教会

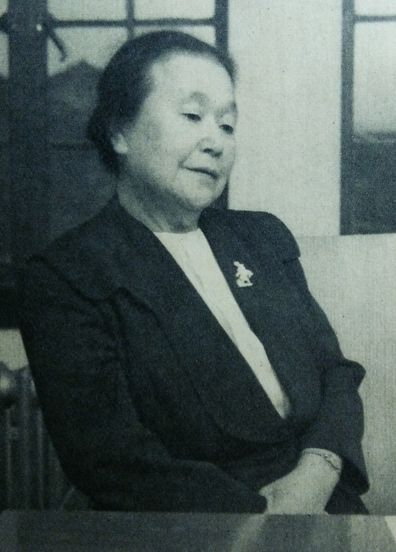
植村環(創設者・初代牧師)

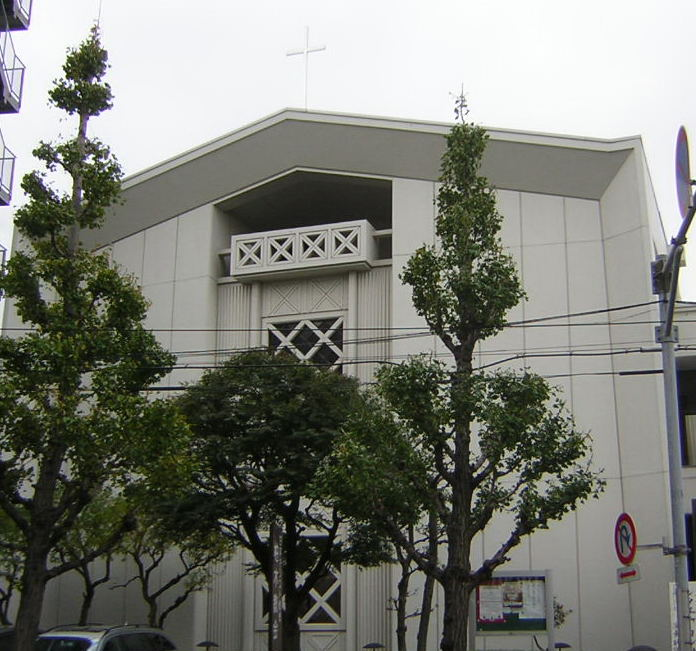
日本キリスト教会柏木教会

日本キリスト教会柏木教会(にほんキリストきょうかいかしわぎきょうかい)は、植村正久の三女植村環牧師が柏木(現・東京都新宿区西新宿)に創設した現在日本キリスト教会の教会である。

## 概要
日本基督教会富士見町教会の牧師植村正久は1923年の関東大震災後、東京府淀橋区柏木に転居する。植村正久は柏木で開拓伝道をしようと考えたが、1925年に脳溢血で急逝する。
植村の三女植村環が父の遺志を受け継いでエディンバラに4年間留学し、1929年に帰国する。1930年に東京中会で准允を受けて、父母の自宅の柏木で夜の家庭集会と日曜日午後の礼拝を開く。1931年のペンテコステから朝礼拝を行うようになった。
1931年9月に臨時東京中会で伝道協会建設が許可され、柏木伝道教会になる。1937年10月3日に独立教会になる。
1941年に日本基督教団に属する。
戦後の1951年、日本基督教団を離脱して、佐波亘らと日本基督教会の再建として日本キリスト教会（新日キ）を結成する。
1956年10月に柏木教会で開催された第6回日本キリスト教会大会では、日本キリスト教会は世界改革教会連盟（WARC）に加入するとするとの決議が行われた（1957年に加入承認）。

## 交通アクセス
- 東日本旅客鉄道中央本線大久保駅下車、北口より徒歩3分
- 東日本旅客鉄道山手線新大久保駅下車、徒歩7分